# Canindea latithorax
Canindea latithorax là một loài bọ cánh cứng trong họ Cerambycidae.